# يوحنا غيكة
يوحنا غيكة هو سياسي عثماني شغل منصب والي في الدولة العثمانية.

## مناصبه
تولى المناصب التالية:
- أمير ساموس (1854–1859)
- قائمة رؤساء وزراء رومانيا (1866–1866)
- قائمة رؤساء وزراء رومانيا (1866–1867)
- قائمة رؤساء وزراء رومانيا (1870–1871)

## روابط خارجية
- يوحنا غيكة على موقع الموسوعة البريطانية (الإنجليزية)